# Medytacja (wiersz)
Medytacja (ang. Speculative) – wiersz Roberta Browninga ogłoszony w jego ostatnim tomie Asolando: fancies and facts z 1889 roku.

## Charakterystyka ogólna
Medytacja jest utworem, krótkim, liczącym zaledwie dziesięć linijek w dwóch pięciowersowych zwrotkach. Zalicza się ona do liryki miłosnej poety.
Others may need new life in Heaven—
Man, Nature, Art—made new, assume!
Man with new mind old sense to leaven,
Nature—new light to clear old gloom,
Art that breaks bounds, gets soaring-room.
I shall pray: "Fugitive as precious—
Minutes which passed,—-return, remain!
Let earth's old life once more enmesh us,
You with old pleasure, me—old pain,
So we but meet nor part again!

## Forma
Strofy utworu realizują model pentyny ababb, a więc cały utwór rymuje się ababb cdcdd. Został on napisany jambicznym czterostopowcem. Rymy są zarówno męskie (assume - gloom - room, remain - pain - again), jak i żeńskie (Heaven - leaven, precious - enmesh us), przy czym to ostatnie współbrzmienie jest rymem składanym.

## Treść
Medytacja jest lirykiem skierowanym, jak można przypuszczać do zmarłej żony poety, Elżbiety (Elizabeth Barrett Browning), również poetki i wiernej towarzyszki życia. Wyraża on pragnienie podmiotu lirycznego, który chciałby odzyskać utraconą ukochaną choćby za cenę cierpienia. Robert Harvey Strachan pisze: Even Browning, in his later work, in a short poem written probably after the death of his wife, seems to demand in his perfect world some return to the dear concrete facts of existence here. [Nawet Browning, w swoim późniejszym dziele, w krótkim wierszu napisanym prawdopodobnie po śmierci jego żony wydaje się żądać w swoim doskonałym świecie powrotu do drogich, konkretnych faktów egzystowania tutaj].

## Przekłady
Utwór Browninga przekładali na język polski Juliusz Żuławski i Wiktor Jarosław Darasz. Żuławski przyjął brzmienie tytułu Medytacja, natomiast Darasz zdecydował się na Przypuszczenie. Obaj tłumacze zmienili układ rymów na ababa. Żuławski zastosował wiersz zasadniczo toniczny sześcioakcentowy, natomiast Darasz klasyczny sylabiczny trzynastozgłoskowiec ze średniówką po sylabie siódmej.